# Robert Benayoun
Robert Benayoun (* 12. Dezember 1926 in Port-Lyautey, Marokko; † 20. Oktober 1996 in Paris) war ein französischer Schriftsteller, Filmkritiker und Schauspieler.

## Leben und Wirken
Benayoun war der Sohn eines Beamten der Kolonialverwaltung. 
Zwischen den Weltkriegen kam Benayoun nach Paris und machte bald die Bekanntschaft mit dem Surrealismus. 1951 gründete er zusammen mit dem Filmregisseur Ado Kyrou (1923–1985) die Zeitschrift L'Âge du cinéma. Ab dieser Zeit schrieb Benayoun auch regelmäßig Filmkritiken für verschiedene Zeitschriften und Zeitungen.
1960 schloss er sich einer Gruppe Surrealisten im Désert de Retz (Chambourcy) an und gehörte im September desselben Jahres auch zu den Unterzeichnern des Manifests der 121.
Robert Benayoun starb am 20. Oktober 1996 in Paris und fand seine letzte Ruhestätte auf dem Cimetière de Montmartre.

## Werke (Auswahl)
Biographien
- Bonjour monsieur Lewis. Losfeld, Paris 1972.
- John Huston. Seghers, Paris 1966.
- Alain Resnais. Arpenteur de l'imaginaire. Stock, Paris 1980.
- Le Regard de Buster Keaton. Editions Herscher, Paris 1982 (deutsch: Buster Keaton. Der Augen-Blick des Schweigens. Mit einem Vorwort von Louise Brooks. Bahia-Verlag, München 1983, ISBN 3-922699-18-9).

Sachbücher
- Érotique du surréalisme. Pauvert, Paris 1965.
- Le rire de surréalistes. La Bougie du Sapeur, Paris 1988.
- Petites pièces pouvant servir à approcher. Paris 2001 (posthum)

## Filmografie (Auswahl)
Als Regisseur
- 1969: Paris n'existe pas
- 1975: Sérieux comme le plaisir

Als Schauspieler
- Mario – Gérard Pirès (Regie): Erotissimo. 1968.
- Besucher – Robert Pouret (Regie): Cours après moi que je t’attrape. 1976.